# 阿布拉普特角
66°54′S 56°42′E / 66.900°S 56.700°E
阿布拉普特角（英語：Abrupt Point）是南極洲的海岬，位於肯普地，處於帕特里夏群島西南面5公里的愛德華八世灣西部，挪威製圖師根據該國拍攝的空中照片繪入地圖，現時由南極條約體系管理。